# Aphaenina chionaema
Aphaenina chionaema är en insektsart som beskrevs av Butler 1882. Aphaenina chionaema ingår i släktet Aphaenina och familjen lyktstritar. Inga underarter finns listade i Catalogue of Life.